# كأس القارات 2001
 كأس القارات 2001  هي خامس بطولات كأس العالم للقارات وثالث نسخة ينظمها الاتحاد الدولي الفيفا. وقعت البطولة بين شهري مايو ويونيو 2001 واستضافتها كوريا الجنوبية واليابان اللذان استضافا كذلك بطولة كأس العالم لكرة القدم 2002. فاز منتخب فرنسا بالبطولة بعد أن فاز على اليابان 1-0 بهدف باتريك فييرا.
بعد فوزها بالبطولة، أصبحت فرنسا ثاني منتخب يحصل على بطولة كأس العالم، بطولة كأس القارات وأبطال القارة معاً بعد أن حصلت عليهما البرازيل عام 1997.
قُسم الـ 8 فرق إلى مجموعتين يصعد الأول والثاني منهما ليلعبون في النصف النهائي.

## الفرق المتأهلة

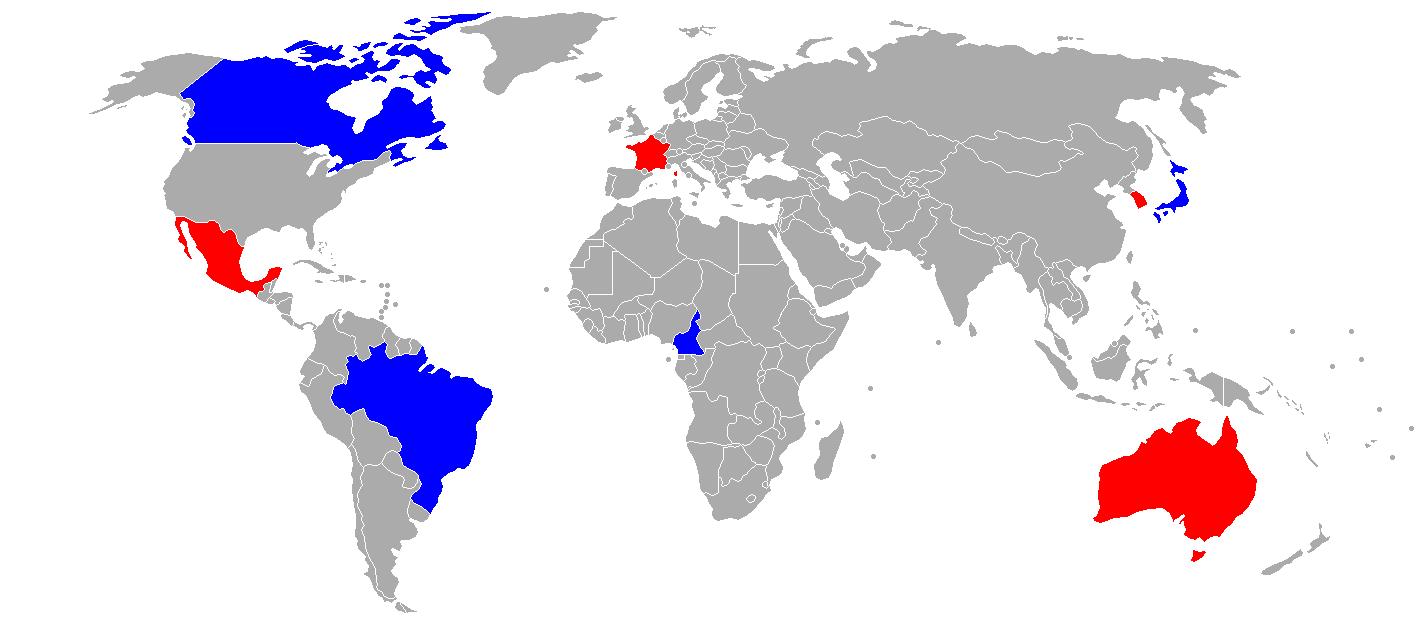
الفرق المشاركة ببطولة كأس القارات 2001

| الفريق         | الإتحاد                     | طريقة التأهل                                                                    | المشاركة |
| -------------- | --------------------------- | ------------------------------------------------------------------------------- | -------- |
| كوريا الجنوبية | الاتحاد الآسيوي لكرة القدم  | مستضيف بطولة كأس العالم لكرة القدم 2002                                         | الأولى   |
| اليابان        | الاتحاد الآسيوي لكرة القدم  | بطل كأس الأمم الآسيوية لكرة القدم 2000 ومستضيف بطولة كأس العالم لكرة القدم 2002 | الثانية  |
| أستراليا       | اتحاد أوقيانوسيا لكرة القدم | بطل كأس أوقيانوسيا لكرة القدم 2000                                              | الثانية  |
| البرازيل       | كونميبول                    | بطل كوبا أمريكا 1999 ووصيف كأس العالم 1998                                      | الثالثة  |
| الكاميرون      | كاف                         | بطل كأس الأمم الأفريقية 2000                                                    | الأولى   |
| كندا           | كونكاكاف                    | بطل كأس الكونكاكاف الذهبيية 2000                                                | الأولى   |
| فرنسا          | ويفا                        | بطل كأس الأمم الأوروبية 2000 وحامل لقب بطولة كأس العالم لكرة القدم 1998         | الأولى   |
| المكسيك        | كونكاكاف                    | حامل لقب كأس القارات 1999                                                       | الرابعة  |

## الأماكن المستضيفة
| كوريا الجنوبية       | كوريا الجنوبية       | كوريا الجنوبية       | كوريا الجنوبية |
| أولسان               | سوون                 | ديغو                 |                |
| -------------------- | -------------------- | -------------------- | -------------- |
| ملعب كأس مونسو       | ملعب كأس العالم سوون | ملعب كأس العالم ديغو |                |
| الكثافة: 44,466      | الكثافة: 43,288      | الكثافة: 66,422      |                |
|                      |                      |                      |                |
| اليابان              |                      |                      |                |
| يوكوهاما             | إيباراكي             | نييغاتا              |                |
| ملعب يوكوهاما الدولي | ملعب كاشيما          | ملعب نييغاتا         |                |
| الكثافة: 72,327      | الكثافة: 40,728      | الكثافة: 42,300      |                |
|                      |                      |                      |                |

## حكام المباريات
| أفريقيا - جمال الغندور - فيلكس تانجوارينا أسيا - علي بو جسيم - لو جون أوروبا - هوغ دالاس - هيلموت كروغ - كيم ميلتون نيلسن | أمريكا الشمالية والكاريبيان - بينيتو أركونديا - كارلوس باتريس أوقيانوسية - سيمون ميكاليف أمريكا الجنوبية - بايرون مورينو - أوسكار رويز |

## دور المجموعات

### المجموعة أ
| الفريق         | لعب | فاز | تعادل | خسر | له | عليه | + - | النقاط |
| -------------- | --- | --- | ----- | --- | -- | ---- | --- | ------ |
| فرنسا          | 3   | 2   | 0     | 1   | 9  | 1    | +8  | 6      |
| أستراليا       | 3   | 2   | 0     | 1   | 3  | 1    | +2  | 6      |
| كوريا الجنوبية | 3   | 2   | 0     | 1   | 3  | 6    | –3  | 6      |
| المكسيك        | 3   | 0   | 0     | 3   | 1  | 8    | –7  | 0      |

| كوريا الجنوبية | 0 – 5   | فرنسا                                                            |
| -------------- | ------- | ---------------------------------------------------------------- |
|                | (تقرير) | مارليت 9' · فييرا 19' · أنيلكا 34' · دجوركاييف 80' · ويلتورد 90' |

| أستراليا              | 2 – 0   | المكسيك |
| --------------------- | ------- | ------- |
| مورفي 20' · سكوكو 54' | (تقرير) |         |

| أستراليا | 1 – 0   | فرنسا |
| -------- | ------- | ----- |
| زان 60'  | (تقرير) |       |

| كوريا الجنوبية                   | 2 – 1   | المكسيك    |
| -------------------------------- | ------- | ---------- |
| سون هونغ 56' · ياو سانغ تشول 90' | (تقرير) | فكتور ريوز |

| فرنسا                                   | 4 – 0   | المكسيك |
| --------------------------------------- | ------- | ------- |
| ويلتورد 9' · كارير 63'، 84' · بيريز 71' | (تقرير) |         |

| كوريا الجنوبية | 1 – 0   | أستراليا |
| -------------- | ------- | -------- |
| سون هونغ 24'   | (تقرير) |          |

### المجموعة ب
| الفريق    | لعب | فاز | تعادل | خسر | له | عليه | + - | النقاط |
| --------- | --- | --- | ----- | --- | -- | ---- | --- | ------ |
| اليابان   | 3   | 2   | 1     | 0   | 5  | 0    | +5  | 7      |
| البرازيل  | 3   | 1   | 2     | 0   | 2  | 0    | +2  | 5      |
| الكاميرون | 3   | 1   | 0     | 2   | 2  | 4    | –2  | 3      |
| كندا      | 3   | 0   | 1     | 2   | 0  | 5    | –5  | 1      |

| البرازيل               | 2 – 0   | الكاميرون |
| ---------------------- | ------- | --------- |
| واشنطن 53' · ميغيل 57' | (تقرير) |           |

| اليابان                                | 3 –0    | كندا |
| -------------------------------------- | ------- | ---- |
| أونو 57' · ناشيزاوا 60' · موريشيما 60' | (تقرير) |      |

| كندا | 0 – 0   | البرازيل |
| ---- | ------- | -------- |
|      | (تقرير) |          |

| الكاميرون | 0 – 2   | اليابان        |
| --------- | ------- | -------------- |
|           | (تقرير) | سوزوكي 8'، 65' |

| البرازيل | 0 – 0   | اليابان |
| -------- | ------- | ------- |
|          | (تقرير) |         |

| الكاميرون               | 2 – 0   | كندا |
| ----------------------- | ------- | ---- |
| تشوتانغ 48' · مبوما 83' | (تقرير) |      |

## دور خروج المغلوب
|  | نصف النهائي        | نصف النهائي    |   |                  | النهائي             | النهائي |  |
|  |                    |                |   |                  |                     |         |  |
|  | 7 يونيو - يوكوهاما |                |   |                  |                     |         |  |
|  | اليابان            | 1              |   |                  |                     |         |  |
|  | أستراليا           | 0              |   |                  |                     |         |  |
|  |                    |                |   |                  |                     |         |  |
|  |                    |                |   |                  | 10 يونيو - يوكوهاما |         |  |
|  |                    |                |   |                  | اليابان             | 0       |  |
|  |                    | فرنسا          | 1 |                  |                     |         |  |
|  |                    |                |   |                  |                     |         |  |
|  |                    |                |   |                  |                     |         |  |
|  |                    |                |   |                  | المركز الثالث       |         |  |
|  | 7 يونيو - سوون     | 7 يونيو - سوون |   | 9 يونيو - أولسان | 9 يونيو - أولسان    |         |  |
|  | فرنسا              | 2              |   | أستراليا         | 1                   |         |  |
|  | البرازيل           | 1              |   |                  | البرازيل            | 0       |  |

### نصف النهائي
| اليابان    | 1 – 0   | أستراليا |
| ---------- | ------- | -------- |
| ناكاتا 43' | (تقرير) |          |

| فرنسا                  | 2 – 1   | البرازيل  |
| ---------------------- | ------- | --------- |
| بيريز 7' · ديزايلي 54' | (تقرير) | رامون 30' |

### المركز الثالث
| أستراليا  | 1 – 0   | البرازيل |
| --------- | ------- | -------- |
| مورفي 84' | (تقرير) |          |

### النهائي
| اليابان | 0 – 1   | فرنسا     |
| ------- | ------- | --------- |
|         | (تقرير) | فييرا 30' |

## الجوائز
| الفائز بالكرة الذهبية: | الفائز بالحذاء الذهبي: | جائزة الفيفا للعب النظيف: |
| ---------------------- | ---------------------- | ------------------------- |
| روبير بيريز            | روبير بيريز            | اليابان                   |

| الفائز بالكرة الفضية:    | الفائز بالحذاء الفضي:    |
| ------------------------ | ------------------------ |
| باتريك فييرا             | إريك كارير               |
| الفائز بالكرة البرونزية: | الفائز بالحذاء البرونزي: |
| هيديتوشي ناكاتا          | هوانغ سون هونغ           |

## الهدافين
هدفين
- شان مورفي
- إريك كارير
- روبير بيريز
- باتريك فييرا
- سيلفان ويلتورد
- تاكايوكي سوزوكي
- هوانغ سون هونغ